# West Ten
West Ten è un singolo del rapper britannico AJ Tracey e della cantante britannica Mabel, pubblicato il 2 luglio 2020.

## Video musicale
Il video musicale, diretto da Oliver Jennings, è stato reso disponibile in concomitanza con l'uscita del singolo.

## Tracce
1. West Ten – 3:33

## Successo commerciale
West Ten ha esordito in 7ª posizione nella Official Singles Chart britannica, vendendo 30 552 unità nel paese durante la sua prima settimana di disponibilità. Ha poi raggiunto il 5º posto grazie ad ulteriori 35 052 copie distribuite.

## Classifiche

### Classifiche settimanali
| Classifica (2020) | Posizione massima |
| ----------------- | ----------------- |
| Irlanda           | 16                |
| Regno Unito       | 5                 |

### Classifiche di fine anno
| Classifica (2020) | Posizione |
| ----------------- | --------- |
| Regno Unito       | 64        |